# Adina (género)
Adina es un género con tres especies de plantas con flores perteneciente a la familia Rubiaceae. Es originario de Indochina hasta Japón y Península de Malaca.

## Especies
- Adina dissimilis Craib, Bull. Misc. Inform. Kew 1931: 208 (1931).
- Adina pilulifera (Lam.) Franch. ex Drake, J. Bot. (Morot) 9: 207 (1895).
- Adina rubella Hance, J. Bot. 6: 114 (1868).